# Арройо-Колорадо-Естейтс (Техас)
Арройо-Колорадо-Естейтс (англ. Arroyo Colorado Estates) — переписна місцевість (CDP) в США, в окрузі Камерон штату Техас. Населення — 833 особи (2020).

## Географія
Арройо-Колорадо-Естейтс розташоване за координатами 26°11′8″ пн. ш. 97°36′43″ зх. д. / 26.18556° пн. ш. 97.61194° зх. д. (26.185638, -97.611826).  За даними Бюро перепису населення США в 2010 році переписна місцевість мала площу 2,82 км², з яких 2,77 км² — суходіл та 0,05 км² — водойми.

## Демографія
Згідно з переписом 2010 року, у переписній місцевості мешкало 997 осіб у 253 домогосподарствах у складі 213 родин. Густота населення становила 354 особи/км².  Було 282 помешкання (100/км²).
Расовий склад населення:
| - 81,2 % — білих - 1,5 % — корінних американців - 0,5 % — чорних або афроамериканців - 14,7 % — осіб інших рас |

До двох чи більше рас належало 2,0 %. Частка іспаномовних становила 96,7 % від усіх жителів.
За віковим діапазоном населення розподілялося таким чином: 36,7 % — особи молодші 18 років, 55,8 % — особи у віці 18—64 років, 7,5 % — особи у віці 65 років та старші. Медіана віку мешканця становила 25,3 року. На 100 осіб жіночої статі у переписній місцевості припадало 94,7 чоловіків;  на 100 жінок у віці від 18 років та старших — 93,6 чоловіків також старших 18 років.
За межею бідності перебувало 80,2 % осіб, у тому числі 68,7 % дітей у віці до 18 років та 0,0 % осіб у віці 65 років та старших.
Цивільне працевлаштоване населення становило 77 осіб. Основні галузі зайнятості: транспорт — 18,2 %.